# スタートアップ・ガールズ
『スタートアップ・ガールズ』は、2019年9月6日に公開された日本映画。監督は池田千尋、主演は上白石萌音と山崎紘菜。若者世代がそれまでになかったアイデアをぶつけて、新しい価値や市場を見出していこうとすることを意味する「スタートアップ」をテーマとしており、性格・服装・仕事に対する向き合い方が何もかも正反対の2人の女性がぶつかり合いながらも、ビジネスパートナーとして未来へ向き合っていく姿を描く。

## あらすじ
起業家への投資を行う大手の会社に勤める南堀希は、ある日、独特の個性と発想で起業を行う天才肌の小松光と出会う。光の自分本位の行動パターンに翻弄されながらも希は、光の考えに惹かれるものを感じ、その支援を続ける。安定志向で大手の会社に入ったものの、やりがいを見いだせない希は、奔放に自分のやりたいことしかしない光の姿に、魅了を感じていたのだった。
その生活態度の相違から何度も衝突を繰り返す二人だったが、互いにその存在を認め合い、保育園に勤める保育士たちの仕事を効率化するためのアプリの立ち上げようとするが、様々な問題が二人の前に立ちふさがる…。

## キャスト
- 小松光：上白石萌音
- 南堀希：山崎紘菜
- スナックのママ：渡辺真起子[1]
- 研究所所長：宮川一朗太[1]
- 中川：神保悟志[1]
- 水木：山本耕史[1]

## スタッフ
- 監督：池田千尋
- 脚本：髙橋泉
- 音楽：MAYDENFIELD、井上陽介（Turntable Films）
- 主題歌：ASIAN KUNG-FU GENERATION「スリープ」（Ki/oon Music）[3]
- 挿入歌：XAI「スリープ（Covered by XAI）」（東宝）[4]
- 配給：プレシディオ
- 宣伝：MUSA
- 企画・製作：KM-WWORKS